# Hans Krongaard Kristensen
Hans Krongaard Kristensen (født 1947) er en dansk middelalderarkæolog, forfatter og lektor emeritus ved Afdeling for Middelalder- og Renæssancearkæologi på Aarhus Universitet.

## Karriere
Hans Krongaard Kristensen har studeret historie med sidefag i middelalderarkæologi ved Aarhus Universitet.
Efter afslutningen på sine studier i 1980 blev han ansat ved forskellige museer og institutioner med udgravninger, rapportskrivning, udstillingsvirksomhed og indsamling af materiale til forskningsprojektet Projekt Middelalderbyen. Han deltog i 1981 i de skelsættende[kilde mangler] udgravninger ved Viborg Søndersø.
I 1985 blev Hans Krongaard Kristensen ansat som adjunkt, senere lektor, ved Lærestolen for Middelalderarkæologi. Han fungerede i lange perioder som afdelingsleder og studievejleder.
Hans Krongaard Kristensen betragtes i dag som landets førende klosterarkæolog.